# Rodolphe-Ernest de Fontarèches
Rodolphe-Ernest de Rossel, baron de Fontarèches, né à Uzès en 1796 et mort au château de Bezouce le 25 janvier 1886,, est un homme politique français, partisan de la monarchie.

## Biographie
Fils de Jean-Antoine de Rossel de Fontarèches, il fut gendarme de la garde du roi Louis-Philippe. En 1816, il épouse Louise Blanche de Mathéi de Valfonds qui lui apporte en dote la terre de Bezouce. C'est là qu'il feront édifier un château en 1830. Membre du Conseil académique du Gard, alors qu'il est maire de Bezouce, il dote le bourg d'un établissement scolaire.
Il est le chef du courant royaliste légitimiste du Gard. Dans l'ouvrage d'Auguste C. de La Gautraye, La vérité sur Monsieur le Comte de Chambord... il est décrit ainsi :

« ...le vénérable Baron de Fontarèche, l'idole des paysans et ouvriers des environs d'Uzès et de Nimes... »

Il est l'arrière-petit-neveu de l'amiral François Paul de Brueys d'Aigalliers, mort à la bataille d'Aboukir en 1798, dont il fut l'héritier à la mort de sa veuve en 1859.

## Détail des mandats
- Conseiller général du canton de Marguerittes
- Président du conseil général du Gard (1878-1879)[10]